# Лецигрунд
„Лецигрунд“ (на немски: Letzigrund, Letzigrund) е стадион в град Цюрих, Швейцария. Той заменя предишния едноименен стадион.
Открит е на 30 август 2007 г. След това е реконструиран 4 пъти. На стадиона се играят домакинските мачове на „Грасхопер“.
Максимална вместимост 25 000 души (за футболни срещи), 30 000 (за лека атлетика), 50 000 (за концерти). Домашен стадион е на ФК „Цюрих“.